# Лишер
Лише́р (фр. Lichères) — коммуна во Франции, находится в регионе Пуату — Шаранта. Департамент — Шаранта. Входит в состав кантона Манль. Округ коммуны — Конфолан.
Код INSEE коммуны — 16184.
Коммуна расположена приблизительно в 370 км к юго-западу от Парижа, в 80 км южнее Пуатье, в 29 км к северу от Ангулема.

## Население
Население коммуны на 2008 год составляло 86 человек.
| 1962 | 1968 | 1975 | 1982 | 1990 | 1999 | 2008 |
| ---- | ---- | ---- | ---- | ---- | ---- | ---- |
| 104  | 84   | 70   | 87   | 86   | 94   | 86   |

## Экономика
В 2007 году среди 53 человек в трудоспособном возрасте (15—64 лет) 43 были экономически активными, 10 — неактивными (показатель активности — 81,1 %, в 1999 году было 58,2 %). Из 43 активных работали 40 человек (25 мужчин и 15 женщин), безработных было 3 (1 мужчина и 2 женщины). Среди 10 неактивных 1 человек был учеником или студентом, 8 — пенсионерами, 1 был неактивным по другим причинам.

## Достопримечательности
- Церковь Сен-Дени (XII век). Исторический памятник с 1903 года[3]

## Фотогалерея

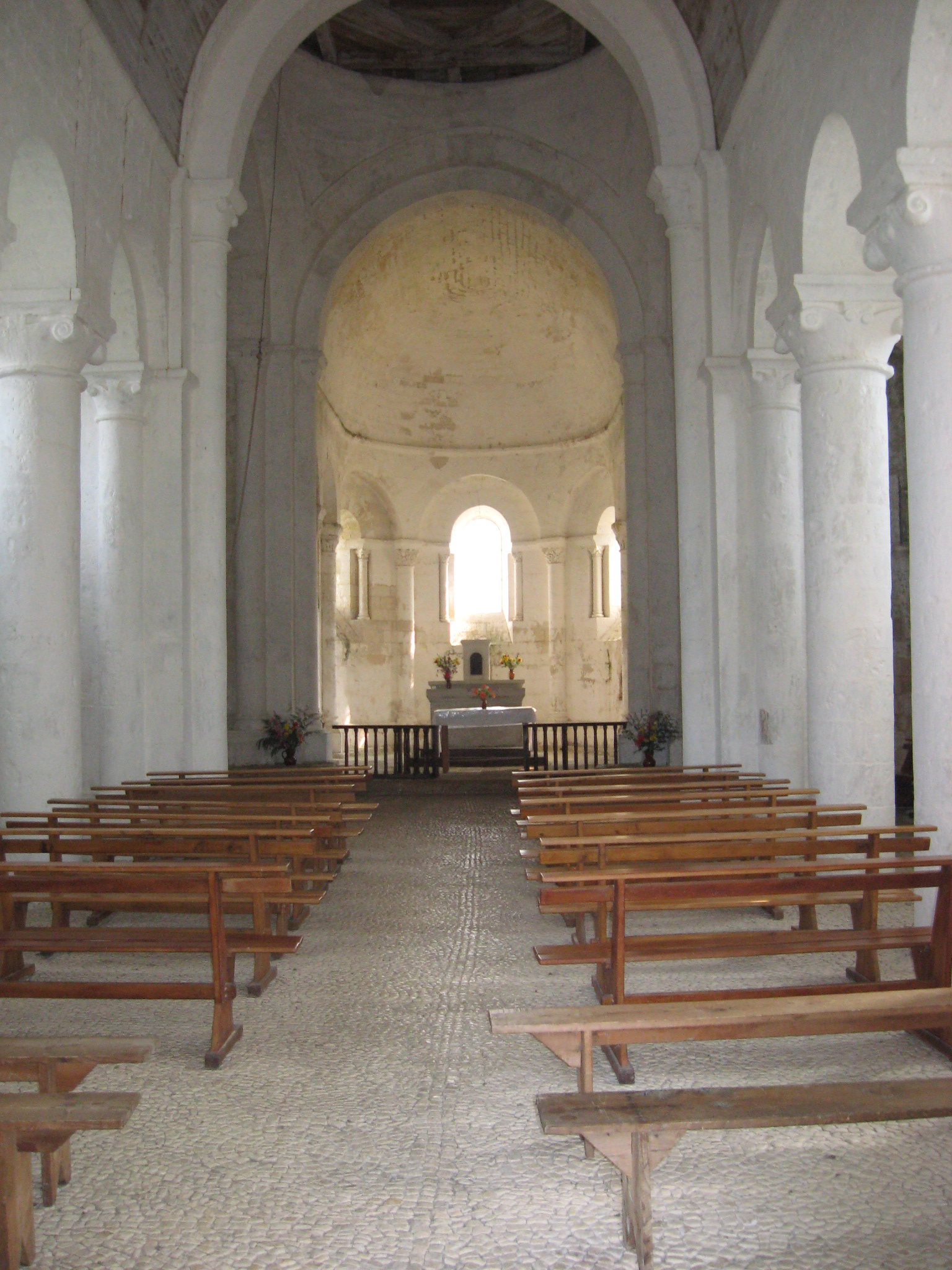
Интерьер церкви Сен-Дени
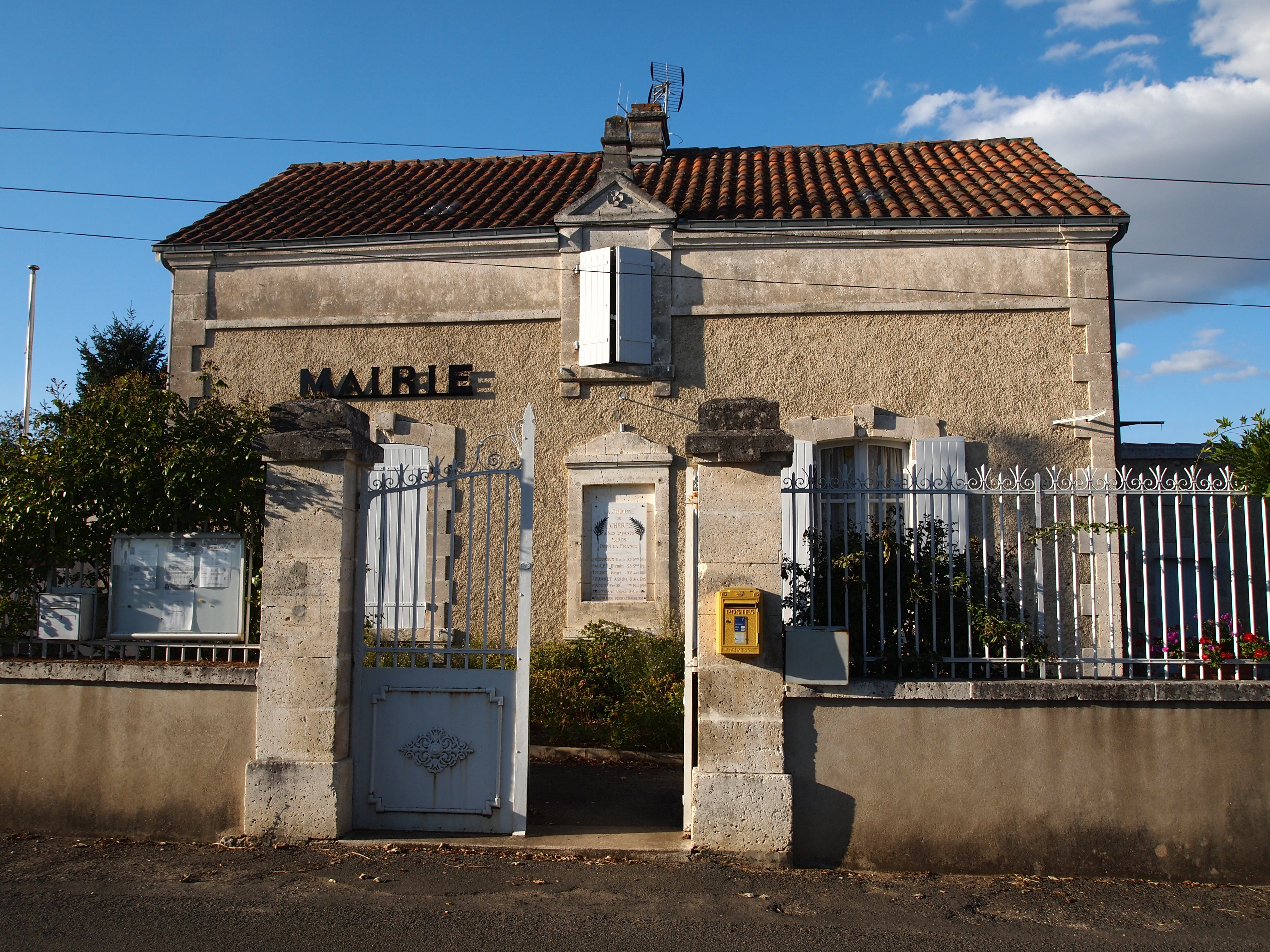
Мэрия
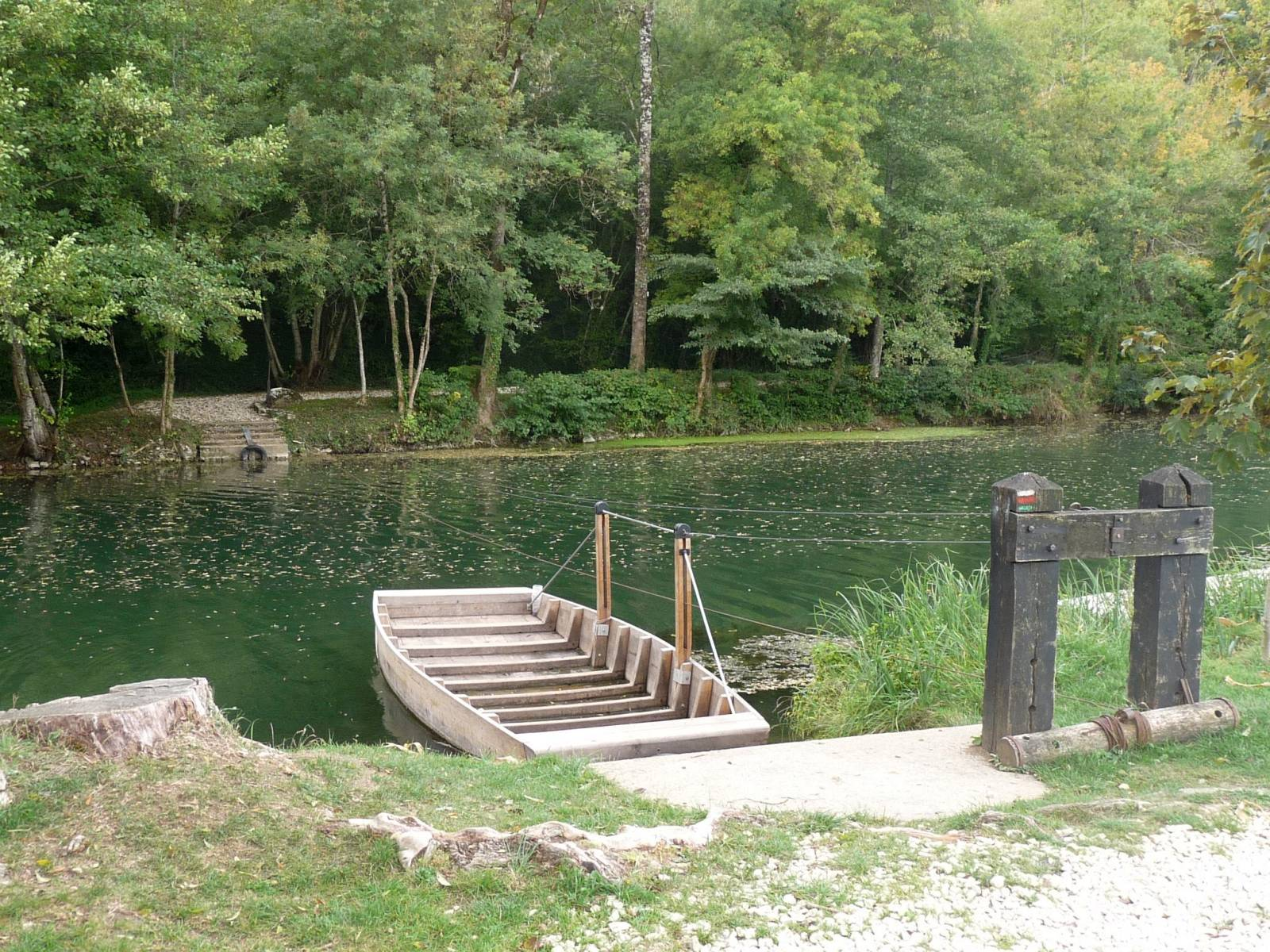
Река Шаранта